# Нагебераво
Нагебераво (груз. ნაგებერავო) — село в Грузии, на территории Мартвильского муниципалитета края (мхаре) Самегрело-Верхняя Сванетия.

## География
Село находится в западной части Грузии, на правом берегу реки Ногелы, на расстоянии приблизительно 6 километров (по прямой) к юго-западу от города Мартвили, административного центра муниципалитета. Абсолютная высота — 102 метра над уровнем моря.

## Население
По результатам официальной переписи населения 2014 года в Нагебераво проживало 256 человек (120 мужчин и 136 женщин). В национальной структуре населения грузины составляли 100 %.
| Год  | Население, человек |
| ---- | ------------------ |
| 2002 | 858                |
| 2014 | ↘ 256              |